# Un vampire au paradis
Pour plus de détails, voir Fiche technique et Distribution.
Un vampire au paradis est un film français réalisé par Abdelkrim Bahloul et sorti en 1992.
Produite par Jean-Claude Patrice pour Les Films Auramax, cette comédie a pour principaux interprètes Bruno Cremer, Brigitte Fossey, Farid Chopel, Laure Marsac, Hélène Surgère et Abdellatif Kechiche.

## Synopsis
Dans une famille huppée du 16e arrondissement de Paris, une jeune adolescente se met à parler en arabe du jour au lendemain. La veille, elle avait vu sur un arbre donnant sur le jardin familial, un homme vêtu d'un burnous noir : un Arabe, malade mental échappé de l'asile.
Le père enquête entre Clichy et Barbès pour retrouver Nosfer Arbi, ce fameux vampire, qui commence à faire parler de lui dans la presse.

## Fiche technique
- Assistant réalisateur : Christian Merret-Palmair

## Distribution
- Bruno Cremer : M. Belfond
- Brigitte Fossey : Mme Belfond
- Farid Chopel : Nosfer Arbi
- Laure Marsac : Nathalie Belfond
- Hélène Surgère : Nanou
- Abdellatif Kechiche : Blondin
- Saïd Amadis : Taleb
- Kamel Cherif : Farlas
- Jean-Claude Dreyfus : le faux psychiatre
- Michel Peyrelon : le vrai psychiatre
- Benoît Giros : Philippe
- Mathieu Poirier : Chevrier
- Françoise Rigal : Mlle Rose
- Roméo Sarfati : Medhi
- Catherine Sola : la prostituée
- Michel Reinette[1]

## Distinctions
- Grand prix du Festival du film d'humour de Chamrousse en 1992 ;
- Grand prix du Festival du film d'enfance et de la jeunesse de Paris en 1992.